# Roseville Chase, New South Wales
Roseville Chase este o suburbie în Sydney, Australia.